# بحيرة أثاباسكا
بحيرة أثاباسكا، (/ˌæθəˈbæskə/؛ الفرنسية: استمدت اسمها من لغة كري وهي لغة الهنود الحُمُر الأصليين في كندا وتعني، «[حيث] توجد نباتات واحدة تلو الأخرى»)  تقع البحيرة في الركن الشمالي الغربي لمقاطعة ساسكاتشوان والركن الشمالي الشرقي من مقاطعة ألبرتا في كندا بين 58 درجة و60 درجة شمالًا. حيث ان مانسبته 26٪ من حجم البحيرة يقع في ألبرتا و 74٪ من حجمها يقع في ساسكاتشوان.

## التاريخ
يشير الاسم في لغة ديني «وهي لغة الأمم الأولى الذين يقطنون القطب الشمالي وشمال مناطق كندا، ويتحدثون أيضا لغات أثاباسكان الشمالية» إلى الدلتا الكبيرة التي تشكلت عند التقاء نهر أثاباسكا في الركن الجنوبي الغربي من البحيرة. قبل عام 1789م، وتم اكتشاف البحيرة من قبل السير ألكسندر ماكنزي وذلك في عام 1791م، وحيث كتب فيليب تورنور، رسام الخرائط لشركة خليج هدسون في دفتر يومياته، «أرض مستنقعات منخفضة على الجانب الجنوبي مع عدد قليل من أشجار الصفصاف تنمو عليها، والتي أخذت البحيرة بشكل عام اسمها اثابيسون في لغة كري والذي يدل على مكان مفتوح مثل البحيرات التي ينمو فيها الصفصاف والعشب». سجل بيتر فيدلر اسم النهر في عام 1790م باسم أرابوسكا الكبرى .و بحلول عام 1801م، اكتسب الاسم تهجئة أقرب إلى الاسم الحالي - بحيرة أثاباسكو. وبحلول عام 1820م، أشار جورج سيمبسون إلى البحيرة والنهر باسم «أثاباسكا».

## الجغرافيا والتاريخ الطبيعي

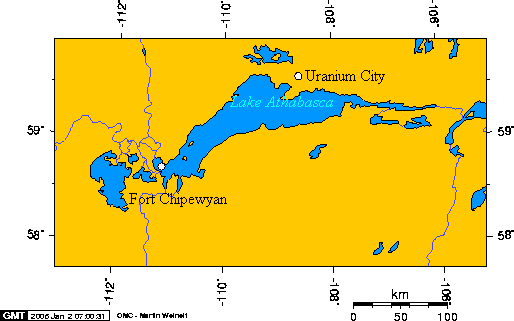
بحيرة أثاباسكا ، كندا

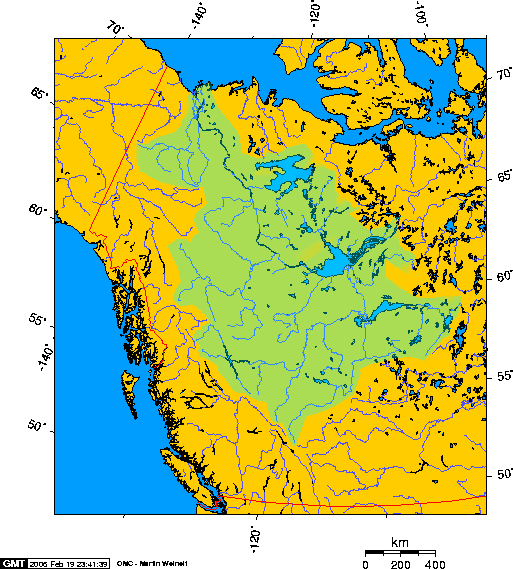
يُظهر حوض تصريف نهر ماكنزي موقع بحيرة أثاباسكا جنوب بحيرة جريت سليف

تغطي البحيرة 7,850 كيلومتر مربع (3,030 ميل2)، هو 283 كيلومتر (176 ميل) بعرض أقصى يبلغ 50 كيلومتر (31 ميل)، وبعمق أقصى 124 متر (407 قدم) ويحمل 204 كيلومتر مكعب (49 ميل3) من المياه، مما يجعلها أكبر وأعمق بحيرة في كل من ألبرتا وساسكاتشوان، وثامن أكبر بحيرة في كندا، وتتدفق المياه شمالًا من البحيرة عبر أنظمة نهر ماكينزي والذي يعد أكبر أنهار كندا في المنطقة الشمالية الغربية، لتصل في النهاية إلى المحيط المتجمد الشمالي.
تقع Fort Chipewyan، تعتبر فورت تشيبويات من أقدم المستعمارات الأوروبية في ألبرتا، وتختصر بفورت تشيب، هي قرية كندية في شمال ألبرتا من ضمن منطقة وودبفالو. تقع على الرأس الغربي لبحيرة أتاباسكا على حدود محمية وودبفالو على بعد 223 كلم من فورت ماكموراي.
تم تسمية Fidler Point على الشاطئ الشمالي لبحيرة أثاباسكا باسم Peter Fidler، وهو صانع خرائط لشركة خليج هدسون
تعد بحيرة أثاباسكا، بجانب بحيرات أخرى مثل بحيرة الدب الكبير , وبحيرة جريت سليف، بقايا بحيرة ماكونيل الجليدية الشاسعة.

### الروافد
تشمل روافد بحيرة أثاباسكا نهر فوند دو لاك، نهر آخرون سايد، هيلمر كريك، نهر ماكفارلين، نهر أرشيبالد، نهر ويليام، إينويوز كريك، دومفيل كريك، ديبوساك كريك، جاكفيش كريك، كلاوسن كريك، أولد فورت ريفر، كراون كريك، نهر أثاباسكا، نهر كولين، نهر أولدمان، نهر بولييا، نهر الشحوم ونهر روبيلارد. 

## التنمية والبيئة
أدى تعدين(التعدين هو استخلاص المعادن القيمة) اليورانيوم والذهب على طول الساحل الشمالي إلى مدينة اليورانيوم، التي كانت موطنًا لعمال المناجم وعائلاتهم، وتم إغلاق آخر منجم في الثمانينيات، وكانت آثار عمليات التعدين قد لوثت الشواطئ الشمالية بشدة. يُشتبه في أن تعدين الرمال النفطية الكبيرة القريبة قد أضاف إلى مستويات التلوث الحالية في البحيرة.
في 31 سبتمبر 2013، فشلت إحدى مناجم الفحم في جبل أوبيد، وتدفقت ما بين 600 مليون إلى مليار لتر من الطين في بلانت وخلجان أبتوون، ثم أصبح نهر أثاباسكا مكب لنفايات، متجهًا في اتجاه مجرى النهر لمدة شهر قبل أن يستقر في بحيرة أثاباسكا بالقرب من Fort Chipewyan، أكثر من 500 كيلومتر (310 ميل)
تقع بحيرة أثاباسكا Sand Dunes، وهي أكبر كثبان رملية نشطة في العالم، وتم تصنيف الكثبان الرملية بأنها «متنزه برية إقليمي» في عام 1992.
تحتوي بحيرة أثاباسكا على 23 نوعًا من الأسماك، ويبلغ الرقم القياسي العالمي لتراوت البحيرة 46.3 كيلوغرام (102 رطل) , وتشمل غيرها من أنواع الأسماك مثل: العين رمادية فاتحة اللون، جثم الصفراء، البايك الشمالي، بحيرة السمك الأبيض، سيسكو، جرايلينج القطب الشمالي، البربوط سمك نهري ومصاصة بيضاء.

## روابط خارجية
- بحيرة أثاباسكا والكثبان الرملية المرتبطة بها
- اللجنة الدولية لبيئة البحيرات، 21 يونيو 2001
- أنواع الأسماك في ساسكاتشوان
- موسوعة ساسكاتشوان (بحيرة أثاباسكا)
- منتزه أثاباسكا ساند ديونز الإقليمي نسخة محفوظة 27 نوفمبر 2012 at Archive.is